# Nodaway megye
Nodaway megye az Amerikai Egyesült Államokban, azon belül Missouri államban található. Megyeszékhelye Maryville, legnagyobb városa Maryville. Lakosainak száma 21 241 fő (2020. április 1.). Nodaway megye Taylor, Andrew, Page, Worth, Gentry, Atchison és Holt megyékkel határos.

## Népesség
A megye népességének változása:
| Lakosok száma | 23 378 | 23 450 | 23 402 | 23 261 | 22 810 | 21 241 |
|               | 2010   | 2011   | 2012   | 2013   | 2015   | 2020   |